# Knäpp kunskap: saker du inte vill att alla ska veta
Knäpp kunskap: saker du inte vill att alla ska veta är ett humoristiskt uppslagsverk med saker man, enligt boken, egentligen inte ska kunna. Det finns till exempel instruktioner om hur man förfalskar pengar, överlistar fartkameror och hur man på lättast läst plankar in på ett bröllop. Boken är skriven av Michael Powell och har översatts till svenska av Cecilia Lindblad.